# Попков Петро Сергійович
Петро́ Сергі́йович Попко́в (23 січня 1903, село Калитеєво Владимирської губернії, тепер Собінського району Владимирської області, Російська Федерація — розстріляний 1 жовтня 1950, місто Ленінград, тепер Санкт-Петербург, Російська Федерація) — радянський державний діяч, 1-й секретар Ленінградського обласного і міського комітетів ВКП(б), голова Ленінградського міськвиконкому. Кандидат у члени ЦК ВКП(б) у березні 1939 — лютому 1949 року. Депутат Верховної ради СРСР 2-го скликання, член Президії Верховної ради СРСР у 1946—1949 роках.

## Життєпис
Народився в багатодітній селянській родині, батько працював столяром. З 1910 році навчався в церковноприходській школі в рідному селі.
З травня 1912 по листопад 1915 року наймитував, був підпаском громадської худоби в різних селах Владимирській губернії. У листопаді 1915 року на вимогу батька переїхав на постійне місце проживання в місто Владимир, де працював у приватній пекарні.
У 1917 році у Владимирі була організована «Спілка столярів», і Петро Попков вступив туди на роботу учнем зі столярної справи. З травня 1918 року працював у Владимирському губернському відділі зв'язку.
З кінця 1920 по 1925 рік — столяр заводу «Красный строитель» у Владимирі.
Член РКП(б) з 1925 року.
У 1925—1926 роках — відповідальний секретар Владимирського волосного комітету ВЛКСМ.
У 1926—1928 роках — завідувач столярної майстерні Владимирського міського відділу комунального господарства.
У 1937 році закінчив Ленінградський інститут інженерів комунального будівництва.
У 1937 році — завідувач науково-дослідного сектора і секретар партійного комітету Ленінградського інституту інженерів комунального господарства.
У листопаді 1937 — липні 1938 року — голова Ленінської районної Ради міста Ленінграда.
У липні 1938 — 2 лютого 1939 року — 1-й заступник голови Ленінградської міської ради.
2 лютого 1939 — 2 січня 1940 року — голова Ленінградської міської ради.
3 січня 1940 — 4 липня 1946 року — голова виконавчого комітету Ленінградської міської ради.
Одночасно з 1941 року — член Комісії з питань оборони Ленінграда. 24 червня — 16 липня 1941 року — член Ради з евакуації при РНК СРСР.
З вересня 1941 року — член Військової ради Ленінградського фронту. З квітня 1942 року — член Військової ради Ленінградської армії протиповітряної оборони. Один із організаторів і керівників оборони Ленінграда в роки німецько-радянської війни 1941—1945 років.
26 березня 1946 — 22 лютого 1949 року — 1-й секретар Ленінградського обласного і міського комітетів ВКП(б). Знятий з посади з оголошенням суворої догани.
З березня по серпень 1949 року — аспірант Академії суспільних наук при ЦК ВКП(б).
13 серпня 1949 року заарештований у кабінеті Георгія Маленкова; був одним з головних фігурантів т.зв. «Ленінградської справи».
1 жовтня 1950 року розстріляний у місті Ленінграді.
30 квітня 1954 року військова колегія Верховного Суду СРСР вирок як фальсифікований скасувала, Петро Попков повністю реабілітований (посмертно). У партійному відношенні рішенням КПК при ЦК КПРС реабілітований 18 вересня 1987 року.

## Нагороди
- два ордени Леніна (19.08.1942, .01.1945)
- орден Вітчизняної війни I ст.
- медаль «За оборону Ленінграда» (3.07.1943)